# Calyptomerus alpestris
Calyptomerus alpestris is een keversoort uit de familie oprolkogeltjes (Clambidae). De wetenschappelijke naam van de soort werd in 1849 gepubliceerd door Redtenbacher.